# Anne Bassett
Anne Bassett, född 1520, död före 1558, var en engelsk hovdam. Hon har utpekats som älskarinna till Henrik VIII av England (1538–1539).
Hon var dotter till Sir John Bassett och Honor Grenville. Hon var 1538–1542 tillsammans med sin syster Elizabeth Basset hovdam hos drottningarna Jane Seymour, Anna av Kleve och Katarina Howard.
Efter Jane Seymours död 1538 omtalades hon som kungens älskarinna. Hon nämns i samtida ambassadörsrapporter som tänkbar maka till Henrik VIII under år 1540, och sedan ännu en gång 1542.
Hon tjänstgjorde sedan som hovfröken hos Maria I av England fram till sitt giftermål med Sir Walter Hungerford 1554. 